# شهرستان آلکسیوسکی (استان ولگوگراد)
شهرستان آلکسیوسکی (به لاتین: Alexeyevsky District) یک شهرستان در روسیه است که در استان ولگوگراد واقع شده‌است.